# راسموس بينغتسون

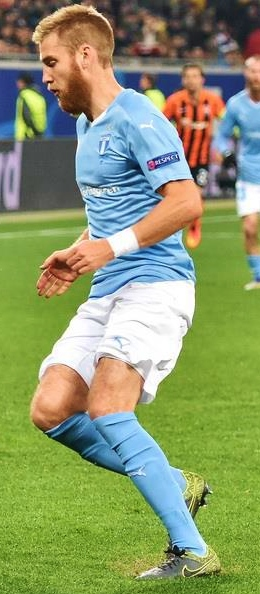

راسموس بينغتسون (بالسويدية: Rasmus Bengtsson)‏ (مواليد 26 يونيو 1986 في مالمو - السويد) لاعب كرة قدم سويدي يلعب حاليا لصالح نادي الدرجة الأولى هرتا برلين الألماني منذ 2009 في مركز قلب الدفاع . .

## روابط خارجية
- راسموس بينغتسون على موقع الاتحاد الأوربي (الإنجليزية)
- راسموس بينغتسون على موقع اتحاد السويد (السويدية)
- راسموس بينغتسون على موقع قاعدة بيانات كرة القدم.إي يو (الإنجليزية)
- راسموس بينغتسون على موقع ناشيونال فوتبول تيمز (الإنجليزية)
- راسموس بينغتسون على موقع Soccerway.com (الإنجليزية)
- راسموس بينغتسون على موقع عالم كرة القدم.نت (الإنجليزية)
- راسموس بينغتسون على موقع كووورة
- راسموس بينغتسون على موقع AS.com (الإسبانية)